# Massimo De Santis
Massimo De Santis (Tivoli, 8 aprile 1962) è un ex arbitro di calcio italiano.

## Carriera
Ex commissario della Polizia penitenziaria, avvocato, iniziò ad arbitrare nel 1979, iscrivendosi alla sezione di Tivoli. Dopo 15 anni nelle categorie minori venne promosso alla CAN e, nel 1995, gli venne affidata la direzione della sua prima partita in Serie A, Sampdoria-Brescia.
Nel 2000 ebbe la qualifica di arbitro internazionale. Nel 2001 diresse la finale di ritorno di Coppa Italia tra Fiorentina e Parma. Nel 2003 venne inserito dalla UEFA negli arbitri Top Class, oltre a ricevere il premio Giovanni Mauro.
Nel 2004 fu designato per le Olimpiadi di Atene, dove, oltre all'incontro del girone eliminatorio tra Costa Rica e Marocco (0-0), arbitrò anche il quarto di finale Paraguay-Corea del Sud (3-2).
Nel 2005 arbitrò la finale di Supercoppa italiana tra Juventus ed Inter. Sempre nel 2005 diresse a Jeddah la finale di Coppa d'Arabia. Nel 2006 fu l'arbitro del derby di campionato CSKA Mosca-Spartak Mosca. In questo periodo, collezionò anche la direzione di due semifinali di Coppa UEFA: nel 2005 Sporting Lisbona-Az Alkmaar e nel 2006 Siviglia FC-Schalke 04.
Nel 2006, dopo essere stato testato anche nell'andata dello spareggio per l'accesso ai Mondiali tra Spagna e Slovacchia, venne selezionato per i Mondiali di calcio di Germania, ma non vi partecipò per il suo coinvolgimento in Calciopoli.
Tra le "classiche" del campionato italiano, può annoverare la direzione di tre derby di Milano, due derby di Torino, due Milan-Juventus, due Juventus-Inter e lo spareggio-promozione in serie A del 2005 tra Torino e Perugia.

### Controversie

#### Il processo di Calciopoli
Nel maggio del 2006, ad un mese dai Mondiali per i quali era stato selezionato, venne coinvolto nello scandalo di Calciopoli, a seguito di alcune intercettazioni telefoniche. Inizialmente la sua figura sarebbe stata di primaria importanza nella CAN insieme a Paolo Bergamo e a Pierluigi Pairetto nel cosiddetto Sistema Moggi e della Combriccola Romana, formata da lui stesso, Pasquale Rodomonti, Marco Gabriele, Luca Palanca e Stefano Farina (i quali sarebbero poi stati scagionati da ogni accusa). Durante il dibattimento, il Colonnello Auricchio, titolare dell'indagine Offside, affermò che la Combriccola Romana era soltanto un'ipotesi investigativa. Successivamente emerse che si trattava solo di un polo di allenamento obbligatorio degli arbitri laziali, organizzato dalla FIGC.
Nel luglio 2006, per delibera della CAF, venne inibito per 4 anni e 6 mesi per la partita di campionato Lecce-Parma. Tale sanzione viene ridotta a 4 anni nella decisione emessa dalla Corte Federale nel giudizio d'appello. Nel luglio 2007 viene ufficialmente dismesso dalla CAN di A e B. L'8 novembre 2011 è stato condannato in primo grado dal Tribunale di Napoli ad 1 anno e 11 mesi, essendo stato riconosciuto colpevole di associazione a delinquere finalizzata alla frode sportiva e frode in competizione sportiva per l'arbitraggio delle partite Fiorentina-Bologna 1-0 del 5 dicembre 2004, Reggina-Cagliari 3-2 del 12 dicembre 2004 e Lecce-Parma 3-3 del 29 maggio 2005.
Il 17 ottobre 2012 la Corte dei conti ha condannato in primo grado De Santis, insieme agli arbitri coinvolti nello scandalo, a risarcire la Federcalcio.
Nel settembre 2013, durante la prima udienza di appello, De Santis rinuncia alla prescrizione, già preannunciata nel corso della prima udienza del 24 maggio 2013.
Il 17 dicembre 2013 la Corte d'Appello assolve De Santis da un'ulteriore imputazione (capo L Reggina-Cagliari) e riduce la pena inflittagli in primo grado ad anni 1 (pena sospesa). All'esito del processo di appello, sono residuate dall'originario impianto accusatorio formulato dai Pubblici Ministeri (associazione per delinquere e 6 contestazioni di frode sportiva), solo due "frodi sportive" (Lecce-Parma e Fiorentina-Bologna) relative ad incontri di calcio e l'imputazione principale di "associazione per delinquere". È stata confermata anche in appello la condanna per associazione a delinquere, "per quanto non abbia ricoperto un ruolo di vertice nell'associazione". Pur non rilevandosi telefonate in chiaro intercettate tra De Santis e Moggi, la Corte d'Appello ha dedotto da altre conversazioni la "rilevanza del De Santis per il sodalizio" (sistema Moggi). È stato inoltre confermato il possesso, da parte del De Santis, di una schede straniera, che veniva utilizzata per avere contatti telefonici con Luciano Moggi.
Il 24 marzo 2015 la Cassazione ha confermato definitivamente la condanna a un anno (pena sospesa) per De Santis.

#### Il caso Telecom
Il 16 settembre 2009, con lettera raccomandata, ingiunge all'Inter un risarcimento di 21 000 000 di € entro 15 giorni per ragioni di privacy. La sua vita privata sarebbe infatti stata violata con indagini, pedinamenti, accertamenti su conoscenti, amici e locali frequentati. Si tratterebbe di illeciti comportamenti che sarebbero consistiti nell'avere dato mandato a Emanuele Cipriani (investigatore privato), tramite Giuliano Tavaroli, di eseguire indagini e investigazioni sulla vita e le abitudini private di De Santis, attraverso l'acquisizione e l'"illecito trattamento" di dati "personali" e "sensibili", che hanno fortemente inciso sui diritti personali di De Santis, influenzando il naturale evolversi della vita di relazione e professionale dello stesso.
La lettera non trova alcuna risposta in merito alla transazione proposta, per cui dai legali di De Santis viene preparata una causa civile di risarcimento danni. Il 23 aprile 2013 il giudice della prima sezione civile del Tribunale di Milano, Loretta Dorigo ha rigettato la richiesta di risarcimento. È stato presentato il ricorso alla Corte Suprema di Cassazione che, con la sentenza del 3 settembre 2015, nega il risarcimento per De Santis.